# Лотар Лешановскі
Лотар Лешановскі (нім. Lothar Leschanowsky; 9 грудня 1879, Іглау — 6 вересня 1942, Відень) — австро-угорський офіцер-підводник, корветтен-капітан.

## Біографія
Після закінчення військово-морської академії в Фіуме в 1897 році вступив на флот. З 29 серпня по 17 вересня 1910 року — командир підводного човна SM U-4, з 18 вересня 1910 по 29 квітня 1911 року — SM U-3, з 29 квітня по 21 вересня 1911 року — знову SM U-4. В 1912/13 роках — вахтовий офіцер на лінкорі SMS Viribus Unitis. З 1913 року — командир загону в Скутарі.
З грудня 1913 по грудень 1914 року служив в Президентській канцелярії Морського відділу Військового міністерства. З 17 грудня 1914 року — командир монітора «Енс» Дунайської флотилії. До березня 1918 року командував різними моніторами Дунайської флотилиї, де проявив себе як видатний спеціаліст з річкового судноплавства. З березня 1918 року і до кінця Першої світової війни командував дивізіоном кораблів Східної армії в Одесі.

## Звання
- Лейтенант фрегата (1 січня 1901)
- Лейтенант лінкора (1 листопада 1907)
- Корветтен-капітан (1 листопада 1917)

## Нагороди
- Ювілейна пам'ятна медаль 1898
- Ювілейний хрест
- Медаль «За військові заслуги» (Австро-Угорщина) — нагороджений тричі: 2 бронзові (перша вручена до Першої світової війни) і срібна.
- Залізний хрест 2-го класу (Королівство Пруссія; 1 січня 1916)
- Орден Залізної Корони 3-го класу з військовою відзнакою (2 січня 1916)
- Галліполійська зірка (Османська імперія; 1916 або пізніше)
- Хрест «За військові заслуги» (Австро-Угорщина) 3-го класу з військовою відзнакою і мечами (1 січня 1918)
- Орден Леопольда (Австрія), лицарський хрест (2 січня 1918)
- Пам'ятна військова медаль (Австрія) з мечами
- Почесний хрест ветерана війни з мечами (Третій Рейх)